# Relapse
A Relapse Eminem hatodik stúdióalbuma, amely 2009. május 19-én jelent meg. Az első héten az USA-ban 608 000 darabot adtak el belőle, nemzetközileg pedig összesen több, mint 1 milliót. Jelenleg az album világszerte 4 000 000 példányban kelt el. Ausztráliában és Új-Zélandon az első héten platina lett, Oroszországban pedig aranylemez.
Eddig 3 klipet készített az albumhoz: a We Made You a 3 A.M. és a Beautiful című számokból.
Az első dal amit a közönség elé tárt Eminem a Crack a Bottle volt, ami vezette a letöltési listákat az interneten nagyon sokáig[forrás?]
hossz:49:34

## Az album számai
- Dr. West (skit/bevezető)
- 3 A.M.
- My Mom
- Insane
- Bagpipes from Baghdad
- Hello
- Tonya (skit/bevezető)
- Same Song & Dance
- We Made You
- Medicine Ball
- Paul" (skit/bevezető)
- Stay Wide Awake
- Old Time's Sake (feat. Dr. Dre)
- Must Be the Ganja
- Mr. Mathers
- Deja Vu
- Beautiful
- Crack a Bottle (feat. Dr. Dre, 50 Cent)
- Steve Berman (skit/bevezető)
- Underground/Ken Kaniff

### Bónusz számok
- Careful What You Wish For
- My Darling